# Integration (Technik)
Als Integration (die, von lateinisch integrare ‚wiederherstellen, ergänzen‘) bezeichnet man in der Technik den Zusammenschluss von einzelnen Einheiten, Baugruppen und Bauelementen in ein komplexeres Objekt. In diesem Objekt spielen nun alle einzelnen Einheiten und ihre Funktionen so zusammen, dass sie die Aufgaben des komplexeren Objektes erfüllen.

## Beispiele

### Mechatronische Systeme
Bei der Entwicklung und Herstellung mechatronischer Systeme kommt es darauf an, interdisziplinär das Zusammenwirken der Entwicklungsergebnisse aus unterschiedlichen technischen Disziplinen wie Mechanik/Maschinenbau, Elektronik/Elektrotechnik und Informatik/Informationstechnik sicherzustellen. Dabei können auch Ergebnisse aus weiteren Disziplinen wie Adaptronik, Elektromechanik, Feinwerktechnik, Mikrosystemtechnik, Optoelektronik und Optomechanik dazukommen und eine entscheidende Rolle für die Fähigkeiten des jeweiligen mechatronischen Systems spielen.
Mechatronische Systeme mit ihren komplexen Herausforderungen für das Zusammenspiel der einzelnen technisch sehr unterschiedlich konfigurierten Komponenten und Baugruppen benötigen dafür ausreichende methodische Unterstützung. Das geschieht heute mit Herangehensweisen des Systems Engineering und dem V-Modell. Sobald eine vollständig abgesicherte Systemarchitektur zur Verfügung steht, mit der ein mechatronisches System gefertigt werden kann, beschreibt speziell der "rechte Arm" des V-Modells, wie die Systemintegration idealerweise schrittweise vorgenommen wird und dabei durch Verifikation und Testen qualitativ abgesichert wird.
Die Vorbereitung der Integration geschieht heute durch Nutzung von Modell-basiertem Systems Engineering entlang des "linken Arm" im V-Modell. Das sorgt für die erforderliche Absicherung der Systemarchitektur und kann für Systeme beliebiger Komplexität angewendet werden. Unterstützt wird dieses Vorgehen beispielsweise durch effektive Methoden der Architektur-Modellierung.

### Mechatronik im Automobilbau
Bei der Mechatronik im Automobilbau werden die allgemeinen Prinzipien für mechatronische Systeme auf automobilspezifische Systeme, Subsysteme, Baugruppen und Komponenten angewendet. Deren jeweilige Komplexität kann dabei sehr unterschiedlich sein. Die Herangehensweise durch Systems Engineering vereinfacht und optimiert jedoch die organisatorischen Herausforderungen.

### (Mikro-)Elektronik
Ein einfaches Beispiel für die Integration aus dem Bereich der Elektronik bzw. Mikroelektronik ist das Zusammenfassen von diskreten elektronischen Bauelementen wie Transistoren zu einer komplexen Schaltung auf einem einzelnen Substrat, sogenannte integrierte Schaltkreise (IC). Mit steigender Anzahl von einzelnen Bauelementen in einem solchen IC steigt der Integrationsgrad des ICs. Weiterführend können Schaltkreise unterschiedlicher Funktion und Aufgaben, z. B. Speicher, Speichercontroller, Hauptprozessor oder Grafikprozessor, wiederum in einen übergeordneten Schaltkreis zusammengefasst werden. Dies kann entweder auf einem gemeinsamen Substrat erfolgen (monolithische Integration) oder es werden die einzelnen Chips auf einer gemeinsamen Leiterplatte montiert und zusammen in einem Gehäuse untergebracht (hybride Integration). So wurde beispielsweise Anfang der 1990er Jahre der zunächst auf einem separaten Chip untergebrachte Co-Prozessor zusammen mit dem Hauptprozessor auf einen Chip integriert. Dieser Trend zu einer immer höheren Integration und somit kleineren Schaltkreisen mit mehr Leistung hält auch heute an, beispielsweise die Integration von Hauptprozessor und Grafikprozessor in einen Chip. Um diesen Trend auch in Zukunft fortzusetzen, wird eine sogenannte 3D-Integration (Vertikalintegration), das heißt das Zusammenfügen von mehreren Chips bzw. Chipebenen in kompakten integrierten Schaltkreisen angestrebt.
Des Weiteren wird über die Integration von nicht optoelektronischen Bauelementen auf integrierten Schaltkreisen geforscht, so genannte optoelektronische integrierte Schaltkreise (OEIC). Dazu werden beispielsweise Halbleiterlasers mit weiteren optischen und elektronischen Bauteilen auf einem Substrat kombiniert.

### Mikrosystemtechnik und Sensortechnik
Ein ähnlicher Trend wie in der Mikroelektronik ist auch in der Mikromechanik bzw. Mikrosystemtechnik vorhanden. Die Mikrosystemtechnik beschäftigt sich unter anderem mit der Miniaturisierung von Sensoren, die früher in konventioneller Mechanik verbaut waren, bzw. deren Neuentwicklung auf Halbleitersubstraten. Diese Miniaturisierung und ggf. Zusammenfassung von mehreren solcher Sensoren in einem Bauteil kann als erste Integration angesehen werden. In den letzten Jahren geht der Trend aber weiter, so hat sich die Kombination aus mikromechanischen Sensoren und Komponenten mit Signalverarbeitungsfunktionen (z. B. mit integrierten Mikrocontrollern) auf einem Substrat etabliert. Hierbei handelt es sich um sogenannte intelligente Sensoren oder Smart-Sensoren. Darüber hinaus gibt es auch Entwicklungen, bei denen diese Sensoren mit Leistungshalbleitern zur Ansteuerung von externen Bauteilen ausgestattet werden.